# Zwitserland op de Paralympische Winterspelen 2014
Zwitserland was een van de landen die deelnam aan de Paralympische Winterspelen 2014 in Sotsji, Rusland.

## Medailleoverzicht
| Sport       | Paralympiër    | Onderdeel                 | Medaille |
| ----------- | -------------- | ------------------------- | -------- |
| Alpineskiën | Christoph Kunz | Reuzenslalom, zittend (m) | Goud     |

## Deelnemers en resultaten
(m) = mannen, (v) = vrouwen 

### Alpineskiën
| Paralympiër                      | Onderdeel                     | Resultaat | Prestatie      |
| -------------------------------- | ----------------------------- | --------- | -------------- |
| Christophe Brodard               | Super G, staand (m)           | DNS       | Niet gestart   |
| Christophe Brodard               | Slalom, staand (m)            | DNF       | Niet gefinisht |
| Christophe Brodard               | Supercombinatie, staand (m)   | DNF       | Niet gefinisht |
| Christophe Brodard               | Reuzenslalom, staand (m)      | 18e       | 2:46.14        |
| Michael Bruegger                 | Afdaling, staand (m)          | 5e        | 1:26.08        |
| Michael Bruegger                 | Super G, staand (m)           | 5e        | 1:24.11        |
| Michael Bruegger                 | Slalom, staand (m)            | DNF       | Niet gefinisht |
| Michael Bruegger                 | Supercombinatie, staand (m)   | DNF       | Niet gefinisht |
| Michael Bruegger                 | Reuzenslalom, staand (m)      | DNF       | Niet gefinisht |
| Robin Cuche                      | Slalom, staand (m)            | 18e       | 1:57.69        |
| Robin Cuche                      | Reuzenslalom, staand (m)      | 12e       | 2:40.57        |
| Christoph Kunz                   | Afdaling, zittend (m)         | 9e        | 1:27.10        |
| Christoph Kunz                   | Super G, zittend (m)          | DNF       | Niet gefinisht |
| Christoph Kunz                   | Slalom, zittend (m)           | DNS       | Niet gestart   |
| Christoph Kunz                   | Supercombinatie, zittend (m)  | DNF       | Niet gefinisht |
| Christoph Kunz                   | Reuzenslalom, zittend (m)     | Goud      | 2:32.73        |
| Maurizio Nicoli                  | Super G, zittend (m)          | 12e       | 1:31.78        |
| Maurizio Nicoli                  | Slalom, zittend (m)           | DNF       | Niet gefinisht |
| Maurizio Nicoli                  | Supercombinatie, zittend (m)  | DNS       | Niet gestart   |
| Maurizio Nicoli                  | Reuzenslalom, zittend (m)     | DNF       | Niet gefinisht |
| Thomas Pfyl                      | Afdaling, staand (m)          | 10e       | 1:28.31        |
| Thomas Pfyl                      | Super G, staand (m)           | 15e       | 1:28.86        |
| Thomas Pfyl                      | Slalom, staand (m)            | 8e        | 1:45.08        |
| Thomas Pfyl                      | Supercombinatie, staand (m)   | DNF       | Niet gefinisht |
| Thomas Pfyl                      | Reuzenslalom, staand (m)      | 5e        | 2:31.82        |
| Jochi Roethlisberger             | Super G, staand (m)           | 16e       | 1:33.07        |
| Jochi Roethlisberger             | Slalom, staand (m)            | 23e       | 2:02.85        |
| Jochi Roethlisberger             | Supercombinatie, staand (m)   | DNF       | Niet gefinisht |
| Jochi Roethlisberger             | Reuzenslalom, staand (m)      | 19e       | 2:48.63        |
| Hugo Thomas Gids: Luana Bergamin | Afdaling, visueel beperkt (m) | 8e        | 1:26.02        |
| Hugo Thomas Gids: Luana Bergamin | Super G, visueel beperkt (m)  | DNS       | Niet gestart   |